# Nizjyn

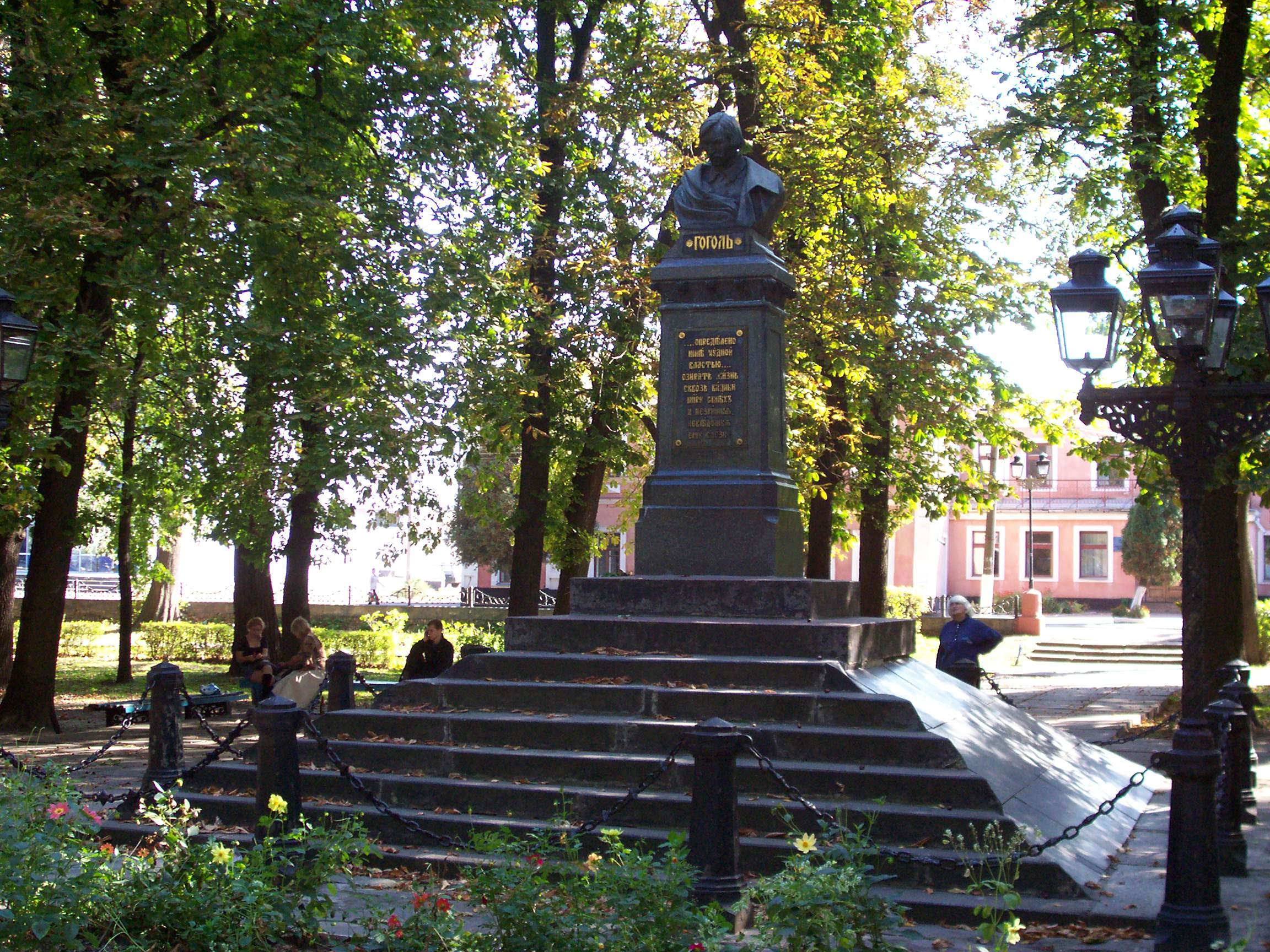
Nikolaj Gogol-statyn i Nizjyn.

Nizjyn (ukrainska: Ніжин lyssna (fil); ryska: Нежин: Nezjin, tyska: Nischyn) är en stad i Tjernihiv oblast i norra Ukraina. Staden ligger cirka 116 kilometer nordost om Kiev, vid järnvägslinjen mot Moskva. Nizjyn beräknades ha 65 830 invånare i januari 2022.
Nikolaj Gogol studerade vid stadens högskola, och en staty av honom finns rest i staden.